# Клавдия (святая)

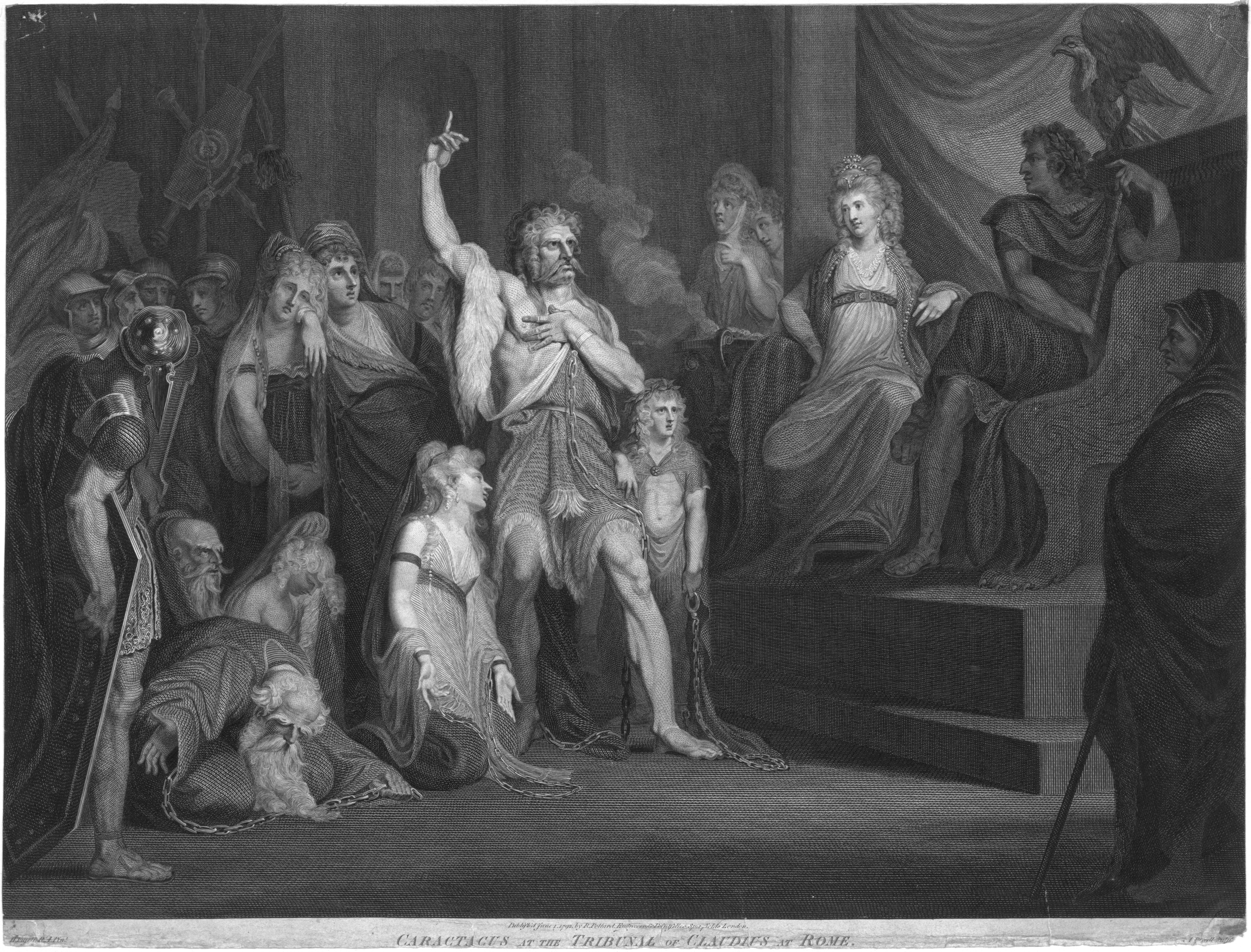
Эндрю Биррелл (по мотивам Генри Фюзели), «Каратак перед судом Клавдия в Риме» (1792)

Кла́вдия (лат. Claudia; I век) — мать святого Лина, папы Римского. День её памяти отмечается 9 августа.

## Биография
По преданию, святая Клавдия была дочерью британского короля Каратака, который был в оковах отправлен в Рим, будучи пленённым Авлом Плавтием. Отпущенная императором Клавдием, она взяла его имя и была с семьёй оставлена жить в Риме, в то время, как сам король был отправлен на родину. Святая Клавдия была крещена, и имеется мнение, что именно она упоминается во втором послании святого апостола Павла к Тимофею (4:21). Другое предание гласит, что святая Клавдия была дочерью Когидубна, британского союзника Клавдия. Согласно третьему преданию, у Марциала упоминается британская леди Клавдия Руфина, которая была замужем за его другом, Авлом Пудентом, римским сенатором, и приходившаяся матерью святым мученицам Праксиде и Пуденциане. Согласно ещё одному преданию, речь идёт о том самом Пуденте, который также упоминается во 2-м послании св. апостола Павла к Тимофею (4:21).